# Heymo (biskup wrocławski)
Heymo (zm. 1126 r.) – biskup wrocławski w latach 1120–1126.
Heymo pochodził zapewne z Lotaryngii lub Flandrii. Ufundował wraz z Bolesławem Krzywoustym kolegiatę w Głogowie. Na okres jego pontyfikatu przypadła legacja Idziego, który zreformował organizację kościelną w Polsce. Za jego rządów Piotr Włostowic założył, może przy współudziale biskupa, opactwo benedynktynów NMP na Ołbinie.